# Acadians
Els acadians (en anglès: acadians; en francès: acadiens) són descendents dels habitants que vivien als assentaments francesos originals fundats a l'extrem nord-est del continent americà. Aquestes zones corresponen, avui dia, a les províncies canadenques de Nova Escòcia, Nova Brunswick i l'Illa del Príncep Eduard. Si bé tant acadians com quebequesos són d'origen francès, Acàdia va ser fundada quatre anys abans que el Quebec en una àrea geogràfica separada. A més, els acadians són descendents d'emigrants de moltes més zones de França que els quebequesos. Consegüentment, els dos grups van desenvolupar la seva pròpia cultura.
El 1755, els acadians van ser obligats a l'exili pels britànics; molts es van assentar en el que després seria l'estat de la Louisiana, on van ser anomenats cajuns.

## Història
El 1603, Enric IV, rei de França, va concedir a Pierre Dugua de Mons el dret a colonitzar les terres americanes ubicades entre els graus 40è i 60è de latitud nord. Dugua va arribar al Nou Continent l'any 1604 i va fer construir un fort a l'illa de Saint Croix, a la desembocadura del riu homònim (el qual avui dia separa l'estat estatunidenc del Maine i el canadenc de la Nova Brunswick). La primavera següent, els colons van navegar per la badia i van fundar la vila de Port Royal, a l'actual Nova Escòcia.
Al segle xvii s'havien assentat a Acàdia unes cent famílies franceses. Els acadians van desenvolupar relacions amicals amb els indígenes, aprenent i aplicant les seves tècniques de caça i pesca. Habitaven principalment les regions costaneres, en terres fèrtils arrabassades al mar a través de la construcció de murs de contenció. Com que vivien a la frontera entre els dominis francesos i britànics, els acadians es van trobar involucrats en cada conflicte entre ambdós poders; Acàdia va passar a formar part d'un domini o l'altre en repetides ocasions, i els seus habitants van acabar adoptant una actitud neutral i rebutjant lluitar per qualsevol dels bàndols; per això se'ls va anomenar els "francesos neutrals".
Després del Tractat d'Utrecht (1713), França va cedir per última vegada als britànics la porció d'Acàdia que avui és Nova Escòcia (excepte l'illa Cap Bretó). El 1754, el govern britànic, no acceptant més la neutralitat dels acadians, van exigir que juressin lleialtat a la monarquia, per evitar que s'aliessin amb els francesos en cas de guerra. No volent lluitar contra familiars que habitaven territoris francesos, i tement que el jurament comprometés la seva fe catòlica, els acadians s'hi van negar. Això provocà que el coronel Charles Lawrence ordenés la deportació dels acadians sense l'autorització de Londres i en despit de les anteriors precaucions de les autoritats britàniques en contra d'accions dràstiques. L'historiador John Mack Faragher ha usat el terme contemporani ethnic cleansing (que podria traduir-se per "neteja ètnica") per a descriure aquella acció britànica.

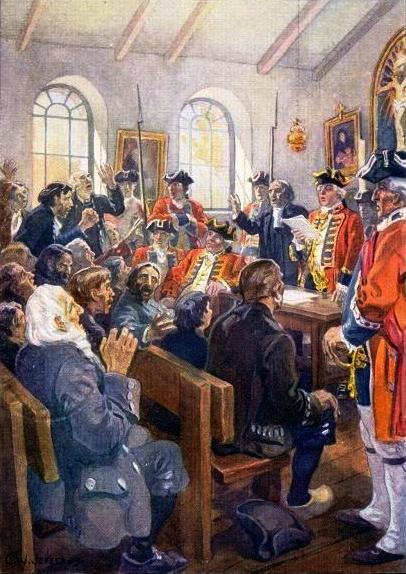
Deportació dels acadians

En el que es coneix com la Gran Expulsió (en anglés: Great Upheaval; en francès: Grand Dérangement), més de 12.000 acadians (tres quarts de la població de Nova Escòcia) van ser obligats a l'exili; les seves cases van ser cremades i les seves terres confiscades. Les famílies es van separar i es van dispersar al voltant de les terres britàniques d'Amèrica del Nord; alguns van tornar a França.
El 2003, per petició de representants acadians, es va publicar una proclamació en nom de la reina Isabel II, en tant que monarca canadenca, en la qual es reconeixia oficialment la deportació i s'establia el 28 de juliol com a dia de commemoració.

## Geografia
En l'actualitat, els acadians viuen principalment en regions del nord i l'est de Nova Brunswick, a l'illa Miscou i a l'illa de Llepaquè. Hi ha altres grups a les illes de la Magdalena i en altres parts del Quebec, de l'Illa del Príncep Eduard i de Nova Escòcia, com per exemple a Chéticamp i a Clare.
Una minoria habita encara al sud i l'oest de Nova Brunswick i també a Nova Anglaterra. Algunes d'aquestes comunitats han estat més o menys assimilades: per a moltes famílies que habiten en zones de predominança anglòfona el francès ha caigut en desús, principalment entre les generacions més joves. Els acadians que es van establir en el que es convertiria en la Luisiana, particularment a l'àrea del sud-oest coneguda com a Acadiana, dits cajuns, han patit influències de la cultura dominant.

## Població
Segons el cens canadenc del 2001, al Canadà hi viuen 71.590 acadians que s'identifiquen ells mateixos com a tals, dels quals 26.220 viuen a la Nova Brunswick, 17.420 al Quebec, 11.180 a la Nova Escòcia, 8.745 a Ontario i 3.020 a l'Illa del Príncep Eduard. Tal com es desconeix la quantitat d'acadians a Nova Anglaterra, tampoc no se sap quants n'hi als Estats Units en general; això no obstant, és sabut que a la Luisiana hi ha uns 432.549 cajuns. Cal tenir en compte que en els formularis del cens, el govern canadenc es nega a fer constar l'origen acadià com a elecció possible. Així, el nombre real d'acadians pot ser més elevat: tan sols a la Nova Brunswick serien al voltant de 230.000.

## Cultura
Avui dia, els acadians constituïxen una minoria vivent, especialment a la Nova Brunswick i a la Luisiana. Des del 1994, el Congrés Mundial Acadià ha unit d'una certa manera els acadians de les províncies Marítimes, de Nova Anglaterra i de Luisiana.
Els acadians destacats de les províncies Marítimes inclouen a: 
- Angèle Arsenault, cantant;
- Aubin-Edmond Arsenault, ex-Primer Ministre de l'Illa del Príncep Eduard, primer acadià amb aquest càrrec de qualsevol província canadenca i en ser membre de la Cort Suprema;
- Joseph-Octave Arsenault, primer acadià en ser membre del Senat Canadenc, pare d'Aubin-Edmond Arsenault;
- Edith Butler, cantant;
- Rheal Cormier, jugador de beisbol;
- Yvon Durelle, boxejador;
- Romeu LeBlanc, ex-governador general del Canadà;
- Antonine Maillet, escriptora;
- Louis Robichaud, ex-Primer Ministre de la Nova Brunswick;
- Michel Bastarache, jutge al Tribunal Suprem del Canadà.

El 15 d'agost és la diada nacional dels acadians, que són predominantment catòlics. El lema nacional acadià és Au, maris Stella.

### Banderes

Bandera d'Acàdia, adoptada el 1884.

La bandera d'Acàdia és tricolor, semblant a la bandera de França però amb una estrella daurada a la banda blava, que simbolitza la Mare de Déu de l'Assumpció, patrona dels acadians. Aquesta bandera va ser adoptada el 1884 al Congrés Acadià Nacional, a Miscouche (Illa del Príncep Eduard).
Els acadians que no viuen a Acàdia tenen altres símbols. La bandera de la regió acadiana de Luisiana va ser designada per Thomas J. Arceneaux de la Universitat de Luisiana a Lafayette, i adoptada per la legislatura de l'estat com l'emblema oficial de la regió acadiana el 1974. Un grup d'acadians de Nova Anglaterra que va assistir al Congrés Mundial Acadià de Nova Escòcia 2004 va aprovar un disseny per a la bandera acadiana de Nova Anglaterra realitzat per William Cork.

### Llengua
Els acadians parlen un dialecte del francès anomenat francès acadià; l'anglès també està molt difós. A la Luisiana, els cajuns parlen en majoria l'anglès, però molts encara utilitzen el francès cajun. En algunes àrees s'empra el chiac, i aquells que es van establir a Quebec parlen generalment francès quebequès.

### Tributs a la deportació

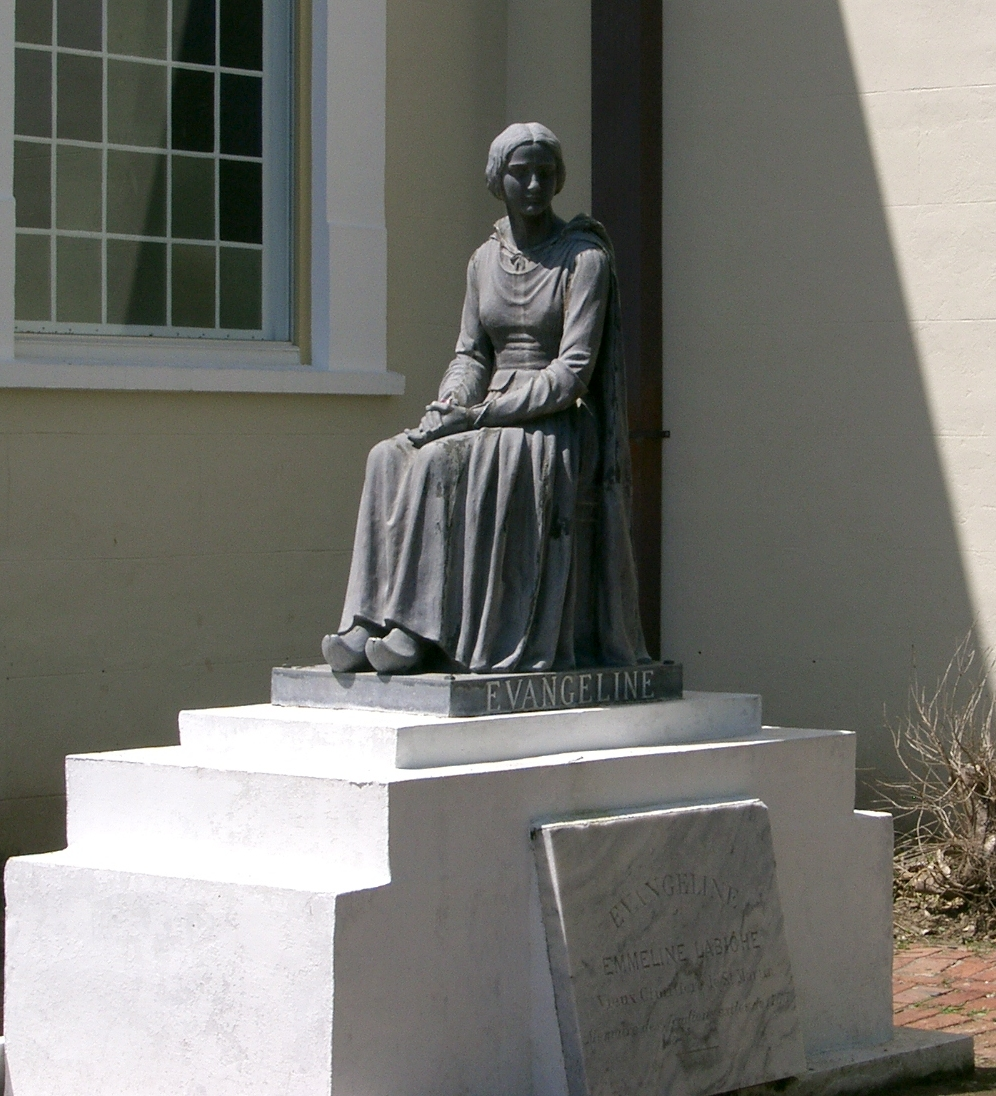
Estàtua d'Evangeline, heroïna fictícia del poema Evangeline de Longfellow, a St. Martinville, Louisiana. L'estàtua va ser un do de l'actriu Dolores del Rio, que va ser-ne el model i que va fer d'Evangeline en una pel·lícula del 1929 dirigida per Edwin Carawe.

Pélagie-la-charette, de l'escriptora canadenca Antonine Maillet, tracta sobre el viatge de tornada a Acàdia de diverses famílies deportades, el qual va començar 15 anys després de la Gran Expulsió.
Robbie Robertson va escriure una cançó popular basant-se en l'expulsió acadiana titulada Acadian Driftwood, la qual va aparèixer en l'àlbum de The Band de 1975, Northern Lights - Southern Cross.
El 1847, l'escriptor nord-americà Henry Wadsworth Longfellow va escriure el poema èpic Evangeline, basat en els esdeveniments de la deportació del 1755. El poema es va convertir en un clàssic americà, i també va contribuir al renaixement de la identitat acadiana tant a Luisiana com a les províncies Marítimes.

### Llegenda
Es creu que la creació de l'heroi folklòric nord-americà Paul Bunyan va estar influenciada per les històries acadianes sobre llenyataires.